# Kolegium jezuitów w Wenden
Kolegium jezuitów w Wenden – uczelnia jezuicka prowadzona w Wenden (dziś: Kieś) w latach 1614-1625

## Historia
Pomysł założenia w Wenden kolegium jezuickiego pojawił się w 1589, kiedy to zastanawiano nad przeniesieniem tutaj kolegium w Rydze, skonfliktowanego z miejscowym mieszczaństwem. 
Kolegium zostało założone jednak dopiero w 1614 z fundacji Otto Schenking, biskupa inflanckiego, wendeńskiego i inflancko-piltyńskiego. 
Kolegium, powstałe w krótkim okresie spokoju pomiędzy wojnami polsko-szwedzkimi, nie działało długo. W 1621 kolegium ocalało z najazdu Gustawa Adolfa. W 1625, w trakcie wojny polsko-szwedzkiej,  Wenden zostało zdobyte przez Szwedów, kolegium zostało zniszczone, a jego działalność zakończona. 